# Beaufort (Jura)
Beaufort korábbi község (település) Franciaországban, Jura megyében. 2019. január 1-jén Orbagna községgel egyesült és Beaufort-Orbagna új község része lett.
Lakosainak száma 1135 fő (2018. január 1.). Beaufort Bonnaud, Cuisia, Maynal, Orbagna, Rosay, Vercia, Vincelles, Flacey-en-Bresse és Savigny-en-Revermont községekkel határos.

## Népesség
A település népességének változása:
| Lakosok száma | 1071 | 1125 | 1141 | 1124 | 1135 |
|               | 2013 | 2015 | 2016 | 2017 | 2018 |